# Petre Cenușă
Petre Cenușă este un film românesc din 1969 regizat de Letiția Popa.